# مغامرات البابالوز
مغامرات البابالوز مسلسل رسوم متحركة كندي عرض لأول مره في عام 1995 واستمر عرضه حتى عام 1999 يتكون من 130 حلقة وتمت دبلجة المسلسل للغة العربية بواسطة إستديوهات الشام الدولية للإنتاج السينمائي والتلفزيوني . تم دبلجة نسخه أخرى بالعربية (الدبلجة الإسلامية) وحمل هذه المرة اسم مغامرات فوق العادة وعرض على قناة مواهب وأفكار.

## روابط خارجية
- مغامرات البابالوز على موقع IMDb (الإنجليزية)
- مغامرات البابالوز على موقع ألو سيني (الفرنسية)
- مغامرات البابالوز على ألو سيني
- La série sur Planète Jeunesse